# Kol ghuva
 Kol ghuva  es la única especie conocida del género extinto Kol (del idioma mongol, pie) de dinosaurio terópodo alvarezsáurido, que vivió a finales del período Cretácico, hace aproximadamente 75 millones de años, en el Campaniense , en lo que es hoy Asia. La especie tipo, Kol ghuva, fue excavado cerca de la localidad de Ukhaa Tolgod en sedimentos de la Formación Djadochta, en la actual Mongolia. Es más grande que los otros alvarezsáuridos contemporáneos, como Shuvuuia, del cual duplicaba el tamaño. Sin embargo, a diferencia de Shuvuuia, que es conocidos por muchos y bien preservados especímenes, y a pesar de que Ukhaa Tolgod ha sido ampliamente explorada, Kol es solo conocido por un pie completo, sugiriendo que debió haber sido relativamente raro en este ecosistema. El nombre binomial Kol ghuva proviene del  Mongol köl, "pie" y ghuv-a, "hermoso".
Debido a lo incompleto del espécimen tipo (número de catálogo IGM 100/2011), la correcta posición de Kol con respecto a otros alvarezsáuridos ha sido difícil de determinar. Sin embargo, Kol muestra una condición arctometatarsaliana extrema en los huesos de los pies, en que el metatarso medio se pellizca seriamente entre los huesos externos, usualmente considerado una adaptación para la rápida carrera, también vista en ornitomimosaurianos y tiranosauroides. Esto sugiere que fuera más avanzado que los alvarezsáuridos primitivos que carecieron esta estructura del pie, como Alvarezsaurus y Patagonykus y probablemente estuviese más cercanamente relacionado con los alvarezsáuridos mongoles contemporáneos.